# Tanychorella parvula
Tanychorella parvula là một loài tò vò trong họ Ichneumonidae.